# 1232
سنة 1232 كانت سنة كبيسة تبدأ يوم الخميس (الرابط يظهر نموذج التقويم الكامل للسنة) من التقويم اليولياني.

## أحداث
- 8 أبريل - أسرة جين في الصين تدافع عن عاصمتها كايفنغ ضد المغول

## مواليد
- ابن منظور صاحب لسان العرب. (توفي 1311 م).
- جلال الدين الخبازي.
- مانفريد ملك صقلية.

## وفيات
- إدريس المأمون.
- الشقندي.
- علي بن المقرب العيوني.
- مايكل سكوت.
- ابن عنين